# Potere bianco

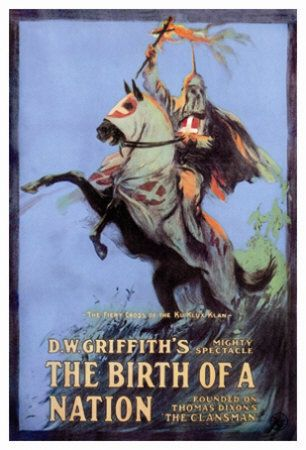
Locandina di Nascita di una nazione (1915), film apologetico nei confronti del Ku Klux Klan e della supremazia bianca.

Il potere bianco (in inglese white power), chiamato anche supremazia bianca e suprematismo bianco, è un movimento ideologico basato sull'idea generale che i bianchi siano superiori agli altri gruppi etnici. Il termine è talvolta utilizzato per descrivere l'influenza che hanno personalità bianche nella scena politica e sociale globale.
Il movimento sposa ideologie come il razzismo, l'identitarismo, il razzialismo e l'etnocentrismo, volte all'egemonia della "razza bianca" su quella nera e sulle altre. Altri argomenti correlati al potere bianco sono la segregazione razziale, il nazionalismo bianco, l'antisemitismo (con gli ebrei che non sono ritenuti veri "bianchi", anche se tale pregiudizio, riguardo la presenza o l'accettazione di persone di origine ebraica nel movimento, non è universale fra i suprematisti bianchi, così come il rapporto con gli ebrei nazionalisti sionisti), l'arianismo, il pregiudizio e la discriminazione contro le persone di colore.

## Storia

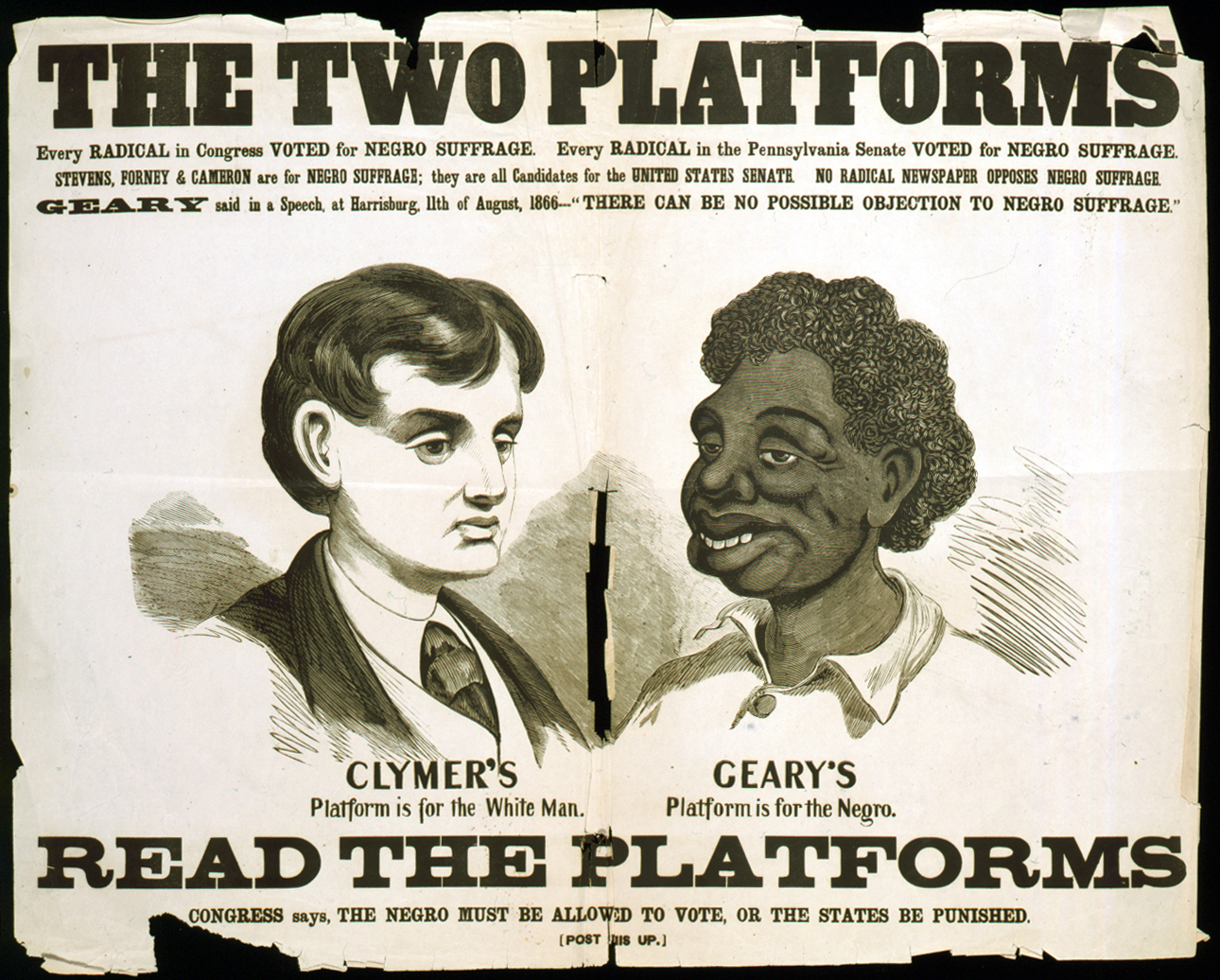
Un manifesto razzista che mostra delle differenze morfologiche esagerate tra un uomo bianco e un afroamericano.

I primi movimenti ideologici riguardanti il potere bianco sorsero negli Stati Uniti prima della guerra civile, quando nacquero vere e proprie associazioni che promuovevano la supremazia dell'uomo bianco. Movimenti di spicco come il Ku Klux Klan rimasero attivi e influenti anche dopo alcuni decenni dalla Ricostruzione. Nella seconda parte del XX secolo, negli Stati Uniti ebbe rilevanza il disenfranchised, ovvero il dare lavoro, sussidio e casa prima alle persone bianche e poi a ispanici e afroamericani. In Canada, erano invece considerati un ostacolo al progresso gli autoctoni delle First Nations, discendenti dei nativi americani.
Questo movimento trovò spazio anche in Europa, in particolare in Germania e in Inghilterra, ma anche in Stati colonizzati dagli europei come Australia e Sudafrica. In Europa, la corrente ideologica fu oggetto di romanzi e saggi negli anni precedenti alla grande guerra. Autori come Joseph Arthur de Gobineau e Houston Stewart Chamberlain stesero alcuni scritti riguardanti la supremazia della razza ariana. Durante gli anni venti, politici come Benito Mussolini, Adolf Hitler e Joseph Goebbels promulgarono le loro tesi circa la superiorità fisica e mentale dei bianchi. Mussolini influì sulla politica della Germania nazista, arrivando poi a promulgare le "Leggi razziali". Nel frattempo, Hitler, incitando le masse col suo pensiero fortemente nazionalista, fece del razzismo la base della sua politica, sino ad autonominarsi Führer nel 1934. La propaganda della razza ariana e l'escalation di violenza portò alla Shoah.
Fenomeno ben più longevo è stato l'Apartheid in Sudafrica, nato nel 1948 e cessato nel 1990. Questa serie di politiche sono consistite nel segregare la popolazione nera in zone circoscritte, dette bantustan, lasciando i bianchi e gli afrikaner a governare il Paese. 
A seguito degli attentati che negli anni dieci del XXI secolo si sono verificati a Christchurch, Monaco, Quebec City, Birstall, Pittsburgh, Charlottesville ed Oslo, è stato contestata la natura di "lupi solitari" degli autori, riconducendoli invece ad un comunità transnazionale di propaganda razzista bianca, che offre loro condivisione di scopi e solidarietà.

## Movimenti ideologici legati al potere bianco

### Nordicismo e Arianismo
Le ideologie note come Nordicismo e Germanismo presuppongono che i popoli del Nord Europa siano superiori alle altre etnie presenti nel continente europeo. I popoli nativi dell'Europa centrale e meridionale sono considerati inferiori a causa della diversa fisionomia e cultura. Il primo libro a trattare l'argomento è stato The Passing of the Great Race, scritto dal conservatore ed eugenetista Madison Grant nel 1916. Gli argomenti trattano della "purezza di sangue" delle persone native del Nord Europa e di come la corporatura robusta, i capelli biondi e gli occhi azzurri siano la prova che differenzia gli ariani dagli europei.

### Panarianismo
Una variante dell'arianismo è il Panarianismo, ovvero l'ideologia che accetta come europee anche le etnie natie dell'Europa meridionale, del Nordafrica, del Caucaso e del Medio Oriente. I panarianisti accettano come "bianchi" anche i nativi della Turchia, del Libano, della Siria e dell'antica Persia. È invece discussa la possibilità di inserire nel Panarianismo anche gli indiani e i pakistani.
Un libro sul panarianismo è stato redatto nel 1904 dal servizio civile britannico, in cui vengono classificate per ordine di purezza le popolazioni europee: al primo posto si posizionano gli scandinavi e i tedeschi, mentre gli italiani e gli spagnoli vengono posti dopo i berberi e gli afghani.

### Movimenti religiosi

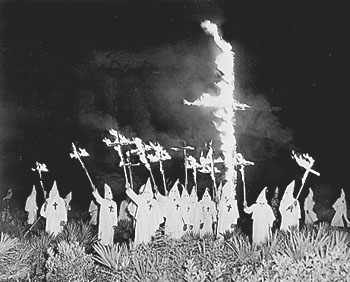
Membri del Ku Klux Klan

Movimenti religiosi legati al potere bianco sono prettamente di matrice neonazista e fondamentalista. Una dottrina culturale che nel suo estremo si sposa con ideologie quali il razzialismo e il fanatismo religioso è l'Identity Christianity, ovvero il movimento che esalta la cultura storica e religiosa del cristianesimo approcciando per un eurocentrismo molto stretto. Gli estremisti che si riferiscono a questa realtà identitaria sono considerati eretici dai principali ordini della Chiesa cattolica.
Un altro gruppo è il Ku Klux Klan, i cui membri protestanti rivendicano la supremazia del popolo bianco, e più in particolare della razza ariana statunitense. Neoreligioni che si sono identificate col tema della supremazia del popolo ariano-nordico sono alcuni gruppi Ásatrú legati all'antica religione etena come l'Irminismo e il Wotanismo.

## Gruppi contemporanei
Nel tempo i gruppi che hanno promosso il potere bianco sono diminuiti, ma tuttora sussistono gruppi e associazioni in Europa, Russia, Nord America, Sudafrica, Australia e Regno Unito. In molti di questi Paesi, sono sanzionati penalmente i crimini d'odio, i crimini razziali e azioni discriminatorie.

### Australia
Gli aborigeni australiani sono stati oggetto di discriminazione dall'inizio della colonizzazione dell'isola da parte dell'Impero britannico.

### Italia
In Italia esistono ancora alcuni movimenti legati a questa ideologia, soprattutto partiti od organizzazioni attive nell'ultradestra. Ad esempio era attivo, soprattutto in rete con un apposito forum, il movimento razzista per la supremazia bianca "Stormfront", che sosteneva anche l'antisemitismo e, anche se non ufficialmente, simpatizzava per il neonazismo. È la diramazione di un movimento di origine statunitense, creato da Don Black, ex leader del Ku Klux Klan. Esiste inoltre il gruppo naziskin Veneto Fronte Skinheads.

### Paesi Bassi
Sulla situazione olandese si è pronunciata Ineke van der Valk, ricercatore presso l'Università di Leiden per il DARE finanziato dall'Unione europea (Dialogo sulla radicalizzazione e l'uguaglianza), che sta studiando la radicalizzazione tra i giovani in 13 Paesi: "la radicalizzazione islamista è molto all'ordine del giorno politico, mentre l'estremismo di destra è sottovalutato, almeno nei Paesi Bassi", ha affermato, "ma queste sono due forme di radicalizzazione e si influenzano a vicenda".

### Regno Unito
Il movimento skinhead sorto alla fine degli anni sessanta in alcune frange appoggiò l'ideologia del potere bianco (così come, pur non ufficialmente, fece il British National Party sotto la guida di Nick Griffin), facendo sorgere gruppi musicali dichiaratamente razzisti come il White Power Skinhead, il Rock Against Communism e gli Skrewdriver. In città come Londra e Manchester, baby gang formate da ragazzi anglicani e musulmani danno vita a guerriglie per contendersi interi quartieri. Dal 2006 al 2008, sono stati più di cento gli omicidi a sfondo razziale da entrambe le parti.

### Russia
Con la caduta dell'Unione Sovietica, l'immigrazione in Russia proveniente sia da zone periferiche del Paese, in particolare dai territori del Caucaso, sia dai Paesi africani e asiatici è aumentata notevolmente. Dagli anni 2000, episodi di discriminazione e omicidi a sfondo razziale sono aumentati del 33%. Nelle metropoli di Mosca e San Pietroburgo, numerosi gruppi di skinhead promuovono il potere bianco, e anche minorenni si rendono complici di omicidi. Gli omicidi a sfondo razziale vengono giudicati come hooliganismo, e non si sono riscontrate pene superiori ai 10 anni. Secondo un rapporto del 2006 di Amnesty International, nel 2004 si sono verificati poco più di 300 crimini razziali, mentre nel 2005 all'incirca 400. Partiti come l'Unità Nazionale Russa e il Movimento contro l'immigrazione illegale interagiscono spesso e volentieri con movimenti neonazisti e di supremazia bianca quali lo Schultz 88 e la Ronda bianca.

### Stati Uniti
La discriminazione avviene principalmente contro i neri, i latinoamericani e gli asiatici. I principali gruppi del potere bianco sono il Ku Klux Klan, il Partito Nazista Americano e la Fratellanza ariana. Gli studi sociologici condotti sulle aree a maggiore presenza di suprematisti hanno ravvisato un rapporto con la diffusione di crimini d'odio: in proposito, la Anti-Defamation League ha calcolato che nel 2018 tre quarti degli omicidi compiuti da estremisti negli Stati Uniti sono stati perpetrati da soggetti affiliati a gruppi di suprematisti bianchi.
Solo con grande riluttanza e dopo la strage di Charlottesville il presidente Donald Trump ha superato l'equiparazione tra "estremisti identitari" neri e suprematisti bianchi, per pronunciare nette parole di condanna, che sono state ribadite il 5 agosto 2019. In ogni caso, nell'anno 2019 gli incidenti riconducibili a questo tipo di propaganda sono cresciuti del 120%.

## Personalità rilevanti nel potere bianco del secondo dopoguerra
- Richard Barrett
- Don Black
- Dan Burros
- Savitri Devi
- David Duke
- Julius Evola
- Franco Freda
- Nick Griffin
- Matt Koehl
- Michael H. Hart
- David Irving
- David Lane
- Tom Metzger
- George Lincoln Rockwell
- Richard B. Spencer
- Eugène Terre'Blanche
- George Wallace
- Hendrik Verwoerd
- Ernst Zündel